# Petrus Loontjens

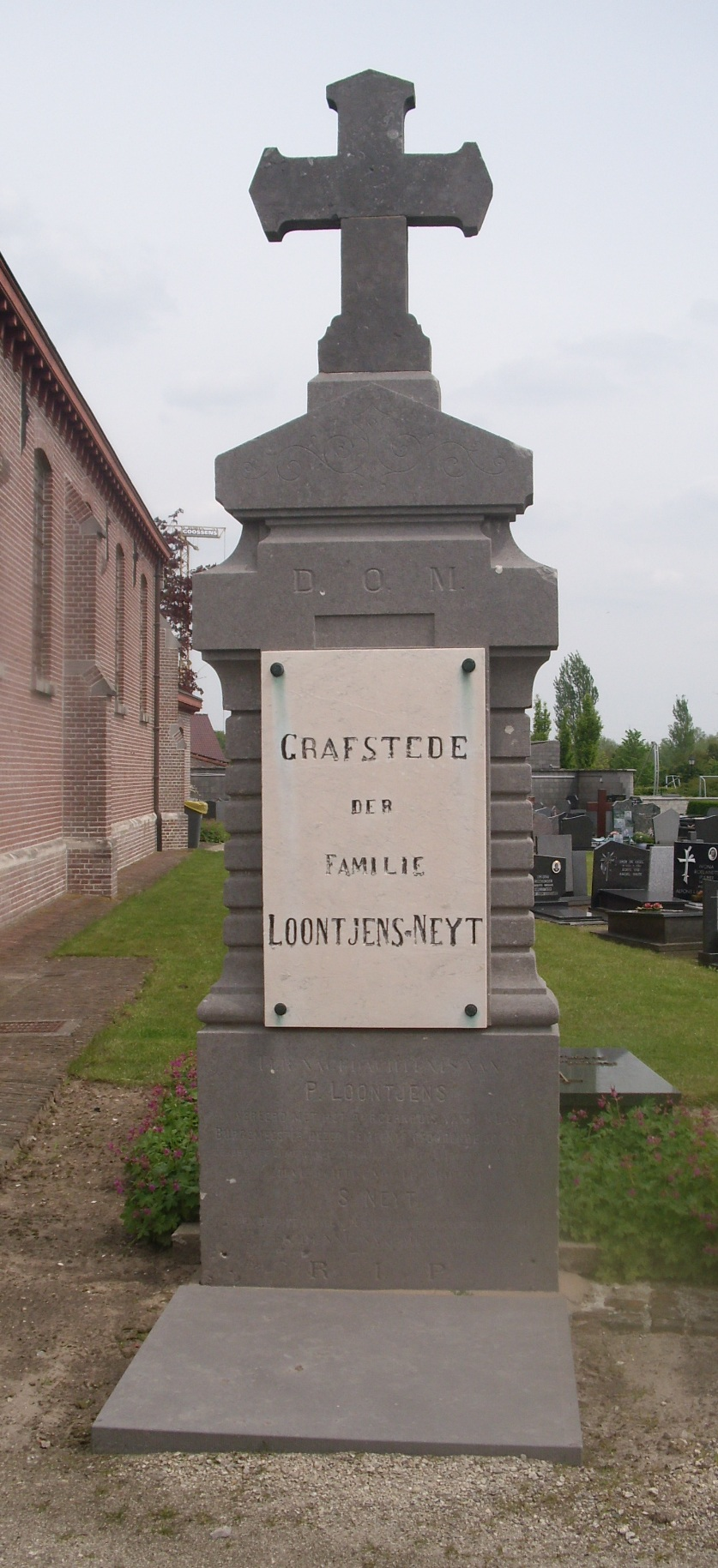
Grafsteen van Petrus Loontjens en echtgenote op het kerkhof van Oostwinkel.

Petrus Loontjens (Zomergem, 17 april 1831 - Oostwinkel, 1 april 1901) was een Belgisch politicus. Hij werd geboren op de wijk Nekke in Zomergem als zoon van de landbouwer Leonardus Loontjens (1805-1864) en Maria Carolina Speeckaert. Hij was gehuwd met Sophie Neyt (1833-1924).

## Burgemeester
Hij werd zelf landbouwer en ging wonen in Oostwinkel, thans een deelgemeente van Lievegem. Hij was er tevens burgemeester in de periode van 1870 tot 1900.
Petrus Loontjens was de vader Alfons Loontjens, aanvankelijk brouwer te Kaprijke en initiatiefnemer tot oprichting van de Brouwerij Krüger te Eeklo. Deze was op zijn beurt de vader van kanunnik Petrus Josephus Loontjens en Urbain Loontjens, die directeur werd van Brouwerij Krüger.